# Lloyd’s Avenue

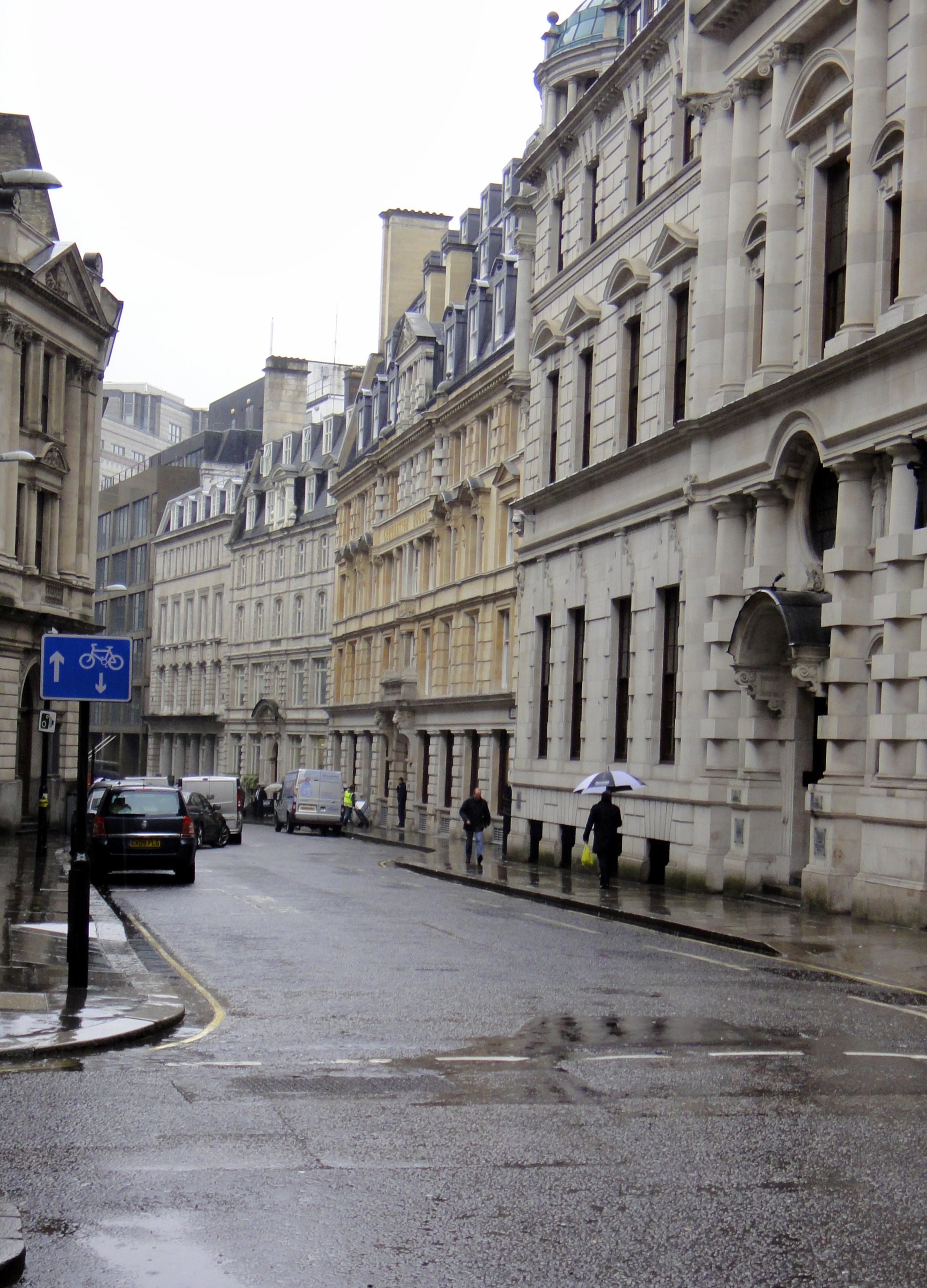
Lloyd’s Avenue, Blick nach Süden

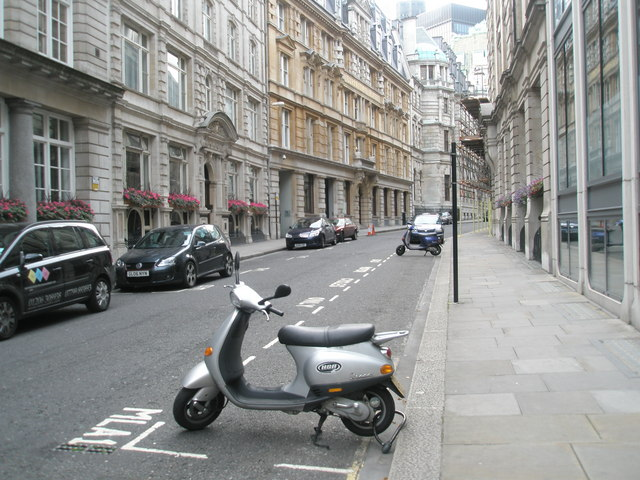
Lloyd’s Avenue, Blick nach Norden

Lloyd’s Avenue ist eine Straße am östlichen Rand der City of London. Sie verläuft in Nord-Süd-Richtung und verbindet die Durchgangsstraße Fenchurch Street mit Crutched Friars.
Lloyd’s Avenue befindet sich zentral im ehemaligen Seehandelsviertel der Stadt. Benannt ist sie nach dem Lloyd’s Register of Shipping, das an der Straße liegt, ebenso wie die vom Register unabhängige Lloyds Bank und die nahegelegene Lloyd’s of London. Gewerbebauten aus dem 19. und 20. Jahrhundert prägen das Stadtbild. Die Lloyd’s Avenue ist Mittelpunkt der denkmalgeschützten Lloyd’s Avenue Conservation Area. Darauf, dass hier einst die East India Company ihr Londoner Zentrum hatte, weist nur noch ein Pub hin, das East India Arms.

## Geschichte
Lloyd’s Avenue selbst entstand erst 1899 als der Stadtplaner James Dixon in Zusammenarbeit mit Lloyd’s Regist of Shipping eine Straße durch eine ehemalige Reihe von Lagerhäusern der East India Company anlegte. Der Bau der Straße geschah zeitgleich mit der Ansiedlung von Lloyd’s Register of Shipping an der heutigen Ecke Fenchurch Street/Lloyd’s Avenue. Sie war Nachfolger einer parallelen Straße einige Meter weiter westlich, an der die Kirche St Katharine Coleman lag, und die heute noch als Fußweg St Katharine's Row durch die Hinterhöfe der Lloyd’s Avenue erhalten ist.
Die Gegend in der die Lloyd’s Avenue liegt, war Teil des römischen Londinium. Das Forum war nur wenig westlich der Straße, die Hauptstraße nach Colchester etwas nördlich. Aus dem 2. bis 4. Jahrhundert finden sich bei Ausgrabungen in und an der Straße die Reste repräsentativer Wohn- und Lagerhäuser aus Stein. Bis zum 11. Jahrhundert lassen sich allerdings keine weiteren Spuren von Besiedlung mehr finden.
Von der Kirche St Katharine Coleman gibt es schriftliche Überlieferungen aus dem Jahr 1157. Im Mittelalter und der frühen Neuzeit war dieser Teil der City nicht so dicht besiedelt wie Gegenden weiter im Westen. Karten zeigen Grundstücke mit größeren Gärten und in großzügigem Abstand voneinander, die die ganze Gegend südliche der Fenchurch Street einnehmen.
Fast neben der Kirche entstand 1725 eine Synagoge im typisch georgischen Stil. Anfang des 19. Jahrhunderts begann die East India Company ganze Straßenzüge südlich der Fenchurch Street mit Lagerhäusern zu füllen. Einzig St Katharine, die Synagoge und einige kleinere Häuser direkt an der Fenchurch Street überlebten, alle anderen Gebäude wurden für die East-India-Lagerhäuser abgerissen. Als zentralen Versorgungsweg schuf die East India Company eine Straße, die etwas westlich der Stelle lag, wo heute die Lloyd’s Avenue ist.

## Bauten
Insbesondere am nördlichen Ende der Straße zur Fenchurch Street hin, steht ein eindrucksvolles in sich geschlossenes Ensemble aus neoklassischen Bauten der Jahrhundertwende 1800/1900. Diese sind teilweise nur noch als Fassaden erhalten, vermitteln aber ein Bild repräsentativer Geschäftsbauten dieser Zeit.
Die ältesten erhaltenen Bauwerke sind die Reste der ehemaligen Kirche St Katharine Coleman, von der noch Gitter und Torpfosten aus dem 18. Jahrhundert an der St Katharines Row erhalten sind.
Das älteste erhaltene Gebäude ist das Pub East India Arms von 1829 an der Fenchurch Street. Prägend für die Straße sind Edwardianische Geschäftsbauten aus der Jahrhundertwende 1800/1900, die durchgehend repräsentativ angelegt sind. Wichtigstes Einzelbauwerk ist allerdings Lloyd’s Register of Shipping von 1900, das Anfang des 21. Jahrhunderts eine umfassende Erweiterung im Stil des 21. Jahrhunderts erfuhr.
Die Westseite der Straße wird vor allem von Lloyd’s Registry eingenommen. Angeschlossen an ein neoklassisches Haus aus dem Jahr 1901 ist ein wesentlich größerer Erweiterungsbau aus dem Jahr 2000. Der Postmoderne Bau gewann mehrere Architekturpreise.
Vom Coronation House (4 Lloyd’s Avenue) aus dem Jahr 1904 ist noch die Fassade erhalten. Dahinter befinden sich ein moderner Bürobau von Lloyd’s Registry. Das Haus stammt ursprünglich vom Architekten Barrow Emmanuel, der eine symmetrische neoklassische Fassade schuf. Die benachbarten Häuser No. 3 und haben ähnliches Aussehen und eine ähnliche Entstehungszeit.
No 8 Lloyd’s Avenue ist das letzte Gebäude, das Richard Norman Shaw errichtete. Das ehemalige Hauptgebäude der Associated Portland Cement Manufacturers entstand 1907/1908. Der neoklassische Bau mit dorischen Säulen ähnelt Shaws Gebäude der Parr's Bank in Liverpool. Ursprünglich ein früher Betonbau, der nach dem Kahn-System gebaut wurde, ist von diesem Gebäude seit 1971–1972 auch nur noch die Fassade erhalten, während sich hinter der Fassade Büroarchitektur des späten 20. Jahrhunderts verbirgt.
Auffallend ist das Marlow House (1 Fenchurch Street). Dieses Gebäude stammt von 1929. Eine Glas- und Metallfassade im Stil der 1920er wird von einem wesentlich altmodischeren Fries im Tudor-Stil mit Weinmotiven gekrönt. Von diesem Gebäude ist nur die Fassade erhalten, in den 1980ern baute eine Anwaltskanzlei hinter der Fassade ein modernes Bürogebäude.

## Lloyd’s Avenue Conservation Area
Die Conservation Area umfasst alle Häuser, die an der Lloyd’s Avenue stehen einschließlich ihrer Hinterhöfe und Nebengebäude, dazu noch einige direkt anliegende Häuser an der Fenchurch Street.